# Dermacentor compactus
Dermacentor compactus är en fästingart som beskrevs av Neumann 1901. Dermacentor compactus ingår i släktet Dermacentor och familjen hårda fästingar. Inga underarter finns listade i Catalogue of Life.